# Raymond Van Dijck
Raymond Van Dijck, född 12 april 1935, död 18 maj 1997, var en friidrottare från Belgien. Han deltog vid olympiska sommarspelen 1960.